# رودميدو ماجيك
برودميدو ماجيك الاسم الكامل: (بالإنجليزية: Broadmeadow Magic Football Club)‏ هو نادي كرة قدم أسترالي وشارك في دوري نيو ساوث ويلز الشمالية لكرة القدم.